# مجمع السجن الصناعي
مجمع السجن الصناعي هو مصطلح، صيغ تيمنًا بـ«المجمع الصناعي العسكري» في خمسينيات القرن العشرين، واستخدمه العلماء والناشطون لوصف العلاقة بين الحكومة ومختلف الشركات التي تنتفع من مؤسسات السجن (كالسجون والمعتقلات ومراكز الاحتجاز ومستشفيات الطب النفسي).
غالبًا ما يُستخدم المصطلح في نطاق الولايات المتحدة المعاصرة، حيث أسفر ازدياد عدد نزلاء السجون في الولايات المتحدة عن تزايد النفوذ السياسي لمنشآت السجون الخاصة وأرباحها الاقتصادية وغيرها من الشركات التي تعنى بتوفير السلع والخدمات لوكالات السجون الحكومية. وفقًا لذلك، لا يعود السجن بالمنفعة على نظام العدالة فحسب، بل تنتفع منه كذلك شركات الإنشاءات والجهات التي تبيع أنظمة المراقبة والإصلاحيات والشركات التي تضطلع بإدارة الخدمات الغذائية والمرافق الطبية في السجون، والشركات التي توفر أشغالًا عقابية زهيدة ونقابات ضباط الإصلاحيات وشركات المراقبة الخاصة والمحامين وجماعات الضغط التي تمثلهم. يشير المصطلح كذلك عمومًا إلى جماعات المصالح التي تعطي الأولوية للمكاسب المالية على حساب إعادة تأهيل المجرمين في إطار تفاعلاتها مع نظام السجون.
يرى أنصار وجهة النظر هذه، بما في ذلك منظمات الحقوق المدنية كمعهد رذرفورد والاتحاد الأمريكي للحريات المدنية، أن هناك العديد من العوامل التي ساهمت في تحويل السجون إلى قطاع قابل للنمو، بما في ذلك الحوافز الاقتصادية لبناء السجون وخصخصتها والعمل فيها وعقود خدمة السجون، وساهمت كذلك في الزيادة الإجمالية لعدد الأفراد المسجونين، والمعروفة باسم الاعتقال الجماعي. تشير الجماعات المؤيدة إلى أن الملونين يتأثرون بالسجن أكثر من غيرهم.
يوظف العديد من المعلقين مصطلح «مجمع السجن الصناعي» للإشارة بدقة إلى السجون الخاصة في الولايات المتحدة، وهي قطاع يحقق أرباحًا تقارب 4 مليارات دولار سنويًا. لاحظ آخرون أن نسبة لا تتجاوز 10% من السجناء الأمريكيين مسجونون في منشآت ربحية، ويستخدمون المصطلح للإشارة إلى توافق المصالح بين الحكومة الأمريكية، على الصعيد الفيدرالي والدولي، والشركات الخاصة التي تستفيد من اتساع نطاق المراقبة والشرطة وسجن المواطنين الأمريكيين منذ نحو عام 1980.

## تاريخيًا
خضعت السجون الأمريكية مبكرًا لإدارة الأجهزة الخاصة على نحو كبير، وتولت تلك الجهات مهام احتجاز المجرمين في انتظار المحاكمة والمدينين الذين ينتظرون السداد، وفرضت رسومًا على الحكومات المحلية والدائنين. في عام 1970، عقب إنشاء أول سجن حكومي في ولاية بنسلفانيا، تضاءل دور الشركات الخاصة في الإصلاحيات وأصبح منحصرًا بتقديم الخدمات المتعاقد عليها، كإعداد الطعام والرعاية الطبية والنقل. من أبرز الاستثناءات في القرن التاسع عشر فيما يتعلق بالفصل النسبي بين العقوبة العامة والصناعة الخاصة هو نظام تأجير المدانين في الجنوب الأمريكي، والذي تدفع بموجبه الجهات الخاصة للجهات الحكومية مقابل تشغيل السجناء قسرًا.
خلال البطالة الجماعية التي سادت فترة الكساد الكبير، نجح رواد الأعمال والنقابات في الضغط على الحكومة الفيدرالية لمنع الشركات الخاصة من التعاقد مع عمالة رخيصة في السجون وتقويض المنافسة. في عام 1930، استحدثت الحكومة الفيدرالية صناعات السجون الفيدرالية، وهو برنامج عمل لإنتاج السلع والخدمات للقطاع العام في السجون.
يجادل العديد من العلماء والنشطاء أن أصول مجمع السجن الصناعي المعاصر تعود إلى فترة الحرب على المخدرات، وهي حملة تشريعية نظمتها الحكومة الفيدرالية الأمريكية منذ أوائل سبعينيات القرن العشرين بغرض تجريم تهريب المخدرات وتعاطيها والمعاقبة عليها. أصدرت رئاسة ريتشارد نيكسون ورونالد ريغان تشريعات أكثر حزمًا لمكافحة المخدرات ومعايير أكثر صرامة لإصدار الأحكام، فتزايد الحكم بالسجن عقوبة على الجرائم غير العنيفة. مع ازدياد إجمالي عدد السجناء، برزت الحاجة إلى إنشاء مرافق إصلاحية جديدة وتزويدها بالموظفين وصيانتها، وبرزت سجون القطاع الخاص حلًا فعالًا من حيث التكلفة. خلال هذه الفترة، أعيد العمل بنظام دفع الأجر للقطاع الخاص في نظام السجون الوطني.
ارتفع عدد الأمريكيين الذين ينتظرون المثول أمام المحكمة أو من يقضون عقوبة بسبب إدانتهم بالمخدرات في السجن من نحو 40,000 في عام 1980 إلى نحو 450,000 في عام 2004. في مايو 2021، أفاد المكتب الفيدرالي للسجون أن 46.3% من السجناء الفيدراليين مسجونون بتهمة المخدرات. 

### سبعينيات القرن العشرين
في عام 1973، وبعد انتهاء ولاية الرئيس نيكسون، أقرت ولاية نيويورك قوانين روكفلر للمخدرات، والتي تنص على الحد الأدنى من أحكام السجن الإلزامية لتهمة حيازة كمية قليلة من المخدرات. على الرغم من أن هذه القوانين ليست على نفس القدر من الحزم الذي دعا إليه الحاكم نيلسون روكفلر في بادئ الأمر، ألهمت الدول الأخرى لسن عقوبات قاسية مماثلة على جرائم المخدرات، بما في ذلك الأحكام الدنيا الإلزامية في كل حالة تقريبًا. في عام 1973، اجتمعت الشركات المحافظة والسياسيون المتشددون في مكافحة الجريمة لتأسيس مجموعة الضغط المعروفة باسم مجلس التبادل التشريعي الأمريكي.
في عام 1977، قيدت المحكمة العليا الأمريكية في قضية جونز ضد اتحاد عمال سجناء نورث كارولينا حقوق التعديل الأول لحرية التعبير والتجمع، ومنعتهم من تنظيم النقابات العمالية. في عام 1979، ألغى الكونغرس الأمريكي تشريع حقبة الصفقة الجديدة ضد العمل الربحي في السجون من خلال إنشاء برنامج اعتماد تعزيز قطاع السجون، مستلهمًا ذلك من التشريع الذي اقترحه مجلس التبادل التشريعي الأمريكي. يهدف التشريع إلى السماح بمساهمة السجناء في المجتمع، وتعويض تكلفة سجنهم، والقضاء على الخمول والكسل، وتنمية المهارات الوظيفية، وتحسين نسب نجاح انتقال السجناء إلى مجتمعاتهم بعد الإفراج عنهم. أنشأ برنامج اعتماد تعزيز السجون سوق عمل محلي رخيص، ما مهد الطريق لاعتماد عمالة القطاع الخاص في السجون العامة وتوسعة نطاقها. سمح البرنامج كذلك بخصخصة السجون نفسها وتشغيلها كيانات هادفة للربح.
ارتفعت معدلات الحبس في تلك الأثناء. عقب فترة سادها استقرار نسبي منذ عام 1925 (نحو 0.1 % من السكان)، تزايد نمو معدلات عمليات السجن في الولايات المتحدة بسرعة واستمرار منذ عام 1972، وبنسبة من 6% إلى 8% خلال عام 2000.

### ثمانينيات القرن العشرين
أسفر صدور قانون الرئيس رونالد ريغان لمكافحة تعاطي المخدرات عام 1986 إلى تسريع وتيرة عمليات الحبس الجماعي. سرعان ما عانت سجون الولايات من اكتظاظ لم يسبق له مثيل. لم يتمكن خليفة روكفلر، حاكم نيويورك ماريو كومو، من تشكيل الدعم الكافي لحل قوانين المخدرات، ومواكبة عمليات الاعتقال المتزايدة، وأُرغم على توسيع نظام السجون بمساعدة مؤسسة التنمية الحضرية، وهي وكالة حكومية عامة تعنى بإصدار سندات حكومية دون دعم الناخبين. على الرغم من الانكماش الاقتصادي العام وسياسات التقشف التي أعلنتها حكومة الولاية، أثبتت هذه الأحداث أنه يمكن توفير الأموال الحكومية لبناء السجون.